# Ролан Гаррос
Ролан Гаррос (фр. Roland Adrien Georges Garros, [ʀoˈlɑ̃ː ɡaˈʀoːs], * 6 жовтня 1888, Сен-Дені, Реюньйон — † 5 жовтня 1918, Сен-Морель неподалік від Вузьє, Арденни) — французький піонер авіації та герой Першої світової війни. Винахідник першого літака-винищувача. Він першим поєднав кулемет з поздовжньою віссю літака, і запропонував конструкцію, яка дозволяла стріляти з кулемета, розташованого за ведучим гвинтом. Для цього він використовував броньовані щитки на лопатях повітряного гвинта.

## Життєпис
Ролан Гаррос спершу збирався стати піаністом. Під час навчання в Парижі він познайомився з новими моделями літаків, що викликали в нього велике захоплення. Гаррос покинув студіювати й придбав за 7500 франків у фірми Клеман-Баяр (Clément-Bayard) літак, що називався Santos-Dumont Demoiselle. Літати навчився самостійно. Невдовзі став одним з найвідоміших пілотів країни.
Ролан Гаррос брав участь у численних європейських змаганнях авіаторів. Так 1911 року він виграв Grand Prix d'Anjou. Гаррос брав участь у таких відомих авіаперегонах, як Париж-Рим та Париж-Мадрид. Того ж таки 1911 року взяв участь у першій авіаційній ярмарці у Мехіко.
На не зовсім надійному літаку Morane-Saulnier G 23 вересня 1913 року він першим здійснив переліт через Середземне море. Гаррос стартував у Фрежус (Південна Франція) й приземлився у місті Бізерта (Туніс) Цей політ тривав 8 годин. Водночас він поставив і новий рекорд висоті польоту — 4250 м.
Коли почалася Перша світова війна, Ролан Гаррос перебував у Німеччині на одному з авіашоу. Побоюючись, що німці його затримають, він вночі перелетів до Швейцарії, звідки невдовзі повернувся до Франції, де записався добровольцем на фронт. Воював у ранзі лейтенанта на Західному фронті в ескадрильї Escadrille Morane-Saulnier 23 (M.S. 23), що складалася з літаків Morane-Saulnier L та Morane-Saulnier N.
На початку війни обидві сторони використовували повітряні кулі та розвідувальні літаки для координації вогню артилерії. Оскільки протиповітряної оборони як такої не існувало, пілоти вигадували різні методи боротьби з ворожими літаками. Деякі пілоти скидали на ворожі літаки каміння, інші брали на борт карабіни і навіть кулемети. Проте такими методами годі було поцілити у ворожий літак. Роллан Гаррос разом з французьким інженером Ремоном Сольньє експериментували з літаком Morane-Saulnier-L, на якому спереду був закріплений кулемет Hotchkiss M1909. Щоб захистити гвинт літака від пошкоджень власними кулями, Сольньє розробив пристрій, який блокував гвинт під час стрільби, проте цей пристрій функціонував не дуже надійно. Водночас Ролан Гаррос помітив, що лише кожен десятий постріл приходиться на гвинт, тож він вирішив просто зміцнити його за допомогою металевих пластин, що мали клиноподібну форму й відбивали кулі під безпечним для льотчика кутом. Такий гвинт хоч і сповільнював літак, проте з'явилася можливість вести прицільний вогонь. Так був винайдений перший літак-винищувач зі стаціонарним озброєнням.
Уперше це озброєння було задіяне Роланом Гарросом 1 квітня 1915 року, коли він атакував одразу чотири німецькі літаки Albatros, один з яких був зразу збитий, а три інші розвернулися й полетіли до своїх позицій.
Нова система озброєння була змонтована на 50 літаків типу Morane-Saulnier N, які вважалися тоді найкращими винищувачами.
За наступні 18 днів Гаррос збив ще 2 ворожі літаки. Проте 18 квітня 1915 року Гаррос був змушений приземлитися на ворожій території, оскільки одним з пострілів з землі був пошкоджений шланг бензопровода. Гаррос потрапив у полон, а його літак потрапив до конструктора Антона Фоккера, який працював над літаками для німецького війська. На основі літака Гарроса інженер фірми Фоккера Гайнріх Люббе розробив надійніший механізм синхронізації кулемета й гвинта.
Гаррос провів у полоні три роки, поки у лютому 1918 року йому вдалося утекти до Бельгії, а звідти повернутися до Франції. Гаррос знову став військовим льотчиком й невдовзі здобув ще одну перемогу в повітрі. 5 жовтня 1918 року літак Гарроса був збитий неподалік від Вузьє й він загинув.
Ролан Гаррос похований на міському цвинтарі Вузьє.

## Галерея

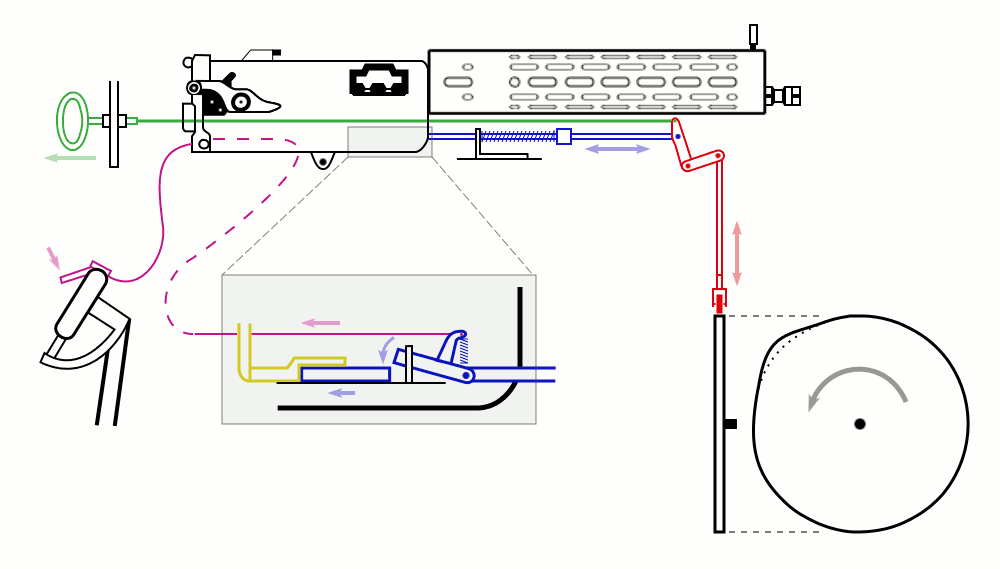
Переривач двигуна (синхронізатор) Сольньє
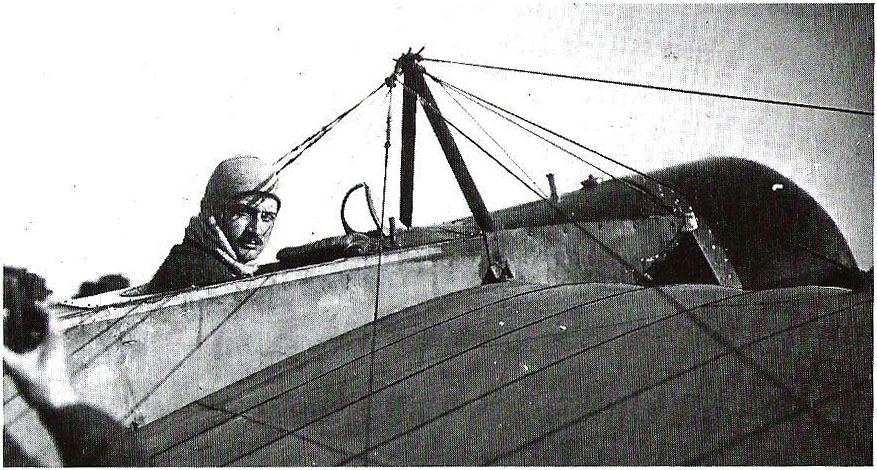
Ролан Гаррос на міжнародному авіаційному салоні (1913 р.)
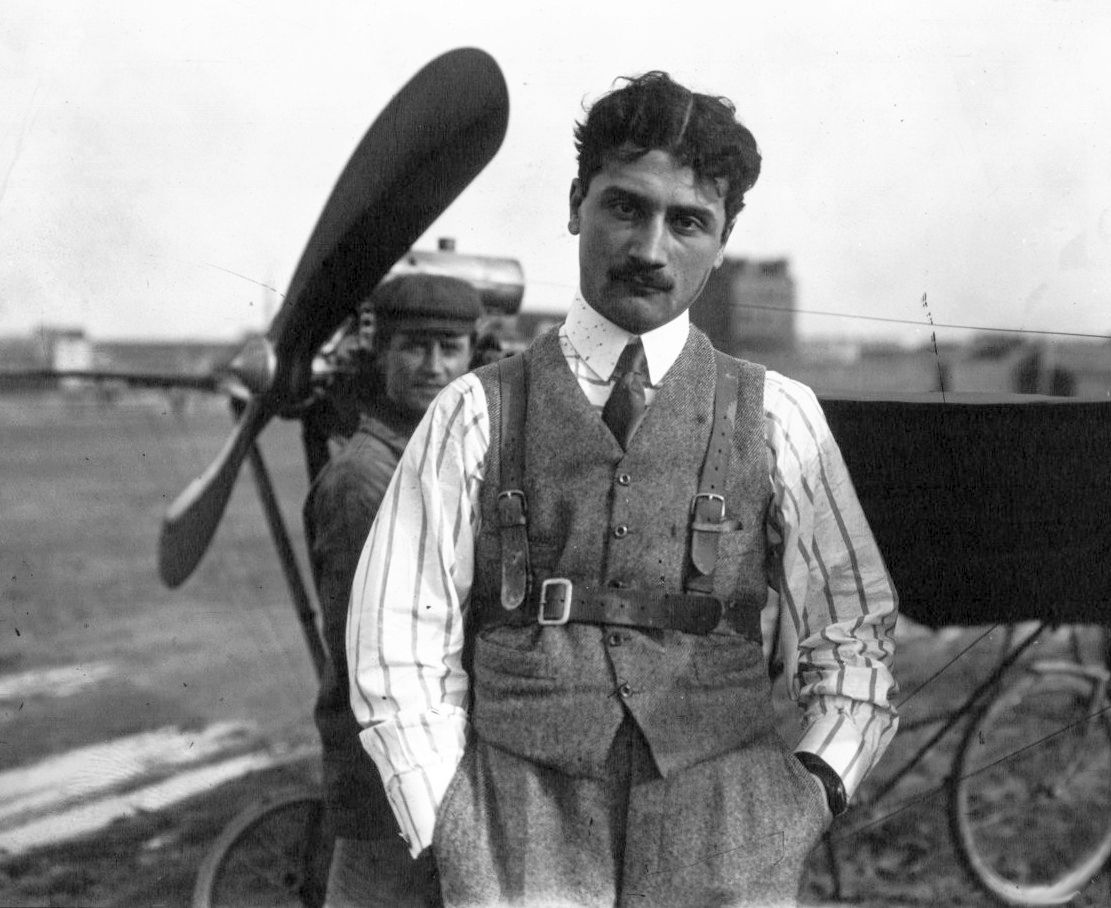
Ролан Гаррос біля літака «Santos-Dumont Demoiselle» Альберто Сантоса-Дюмона (1910 р.)
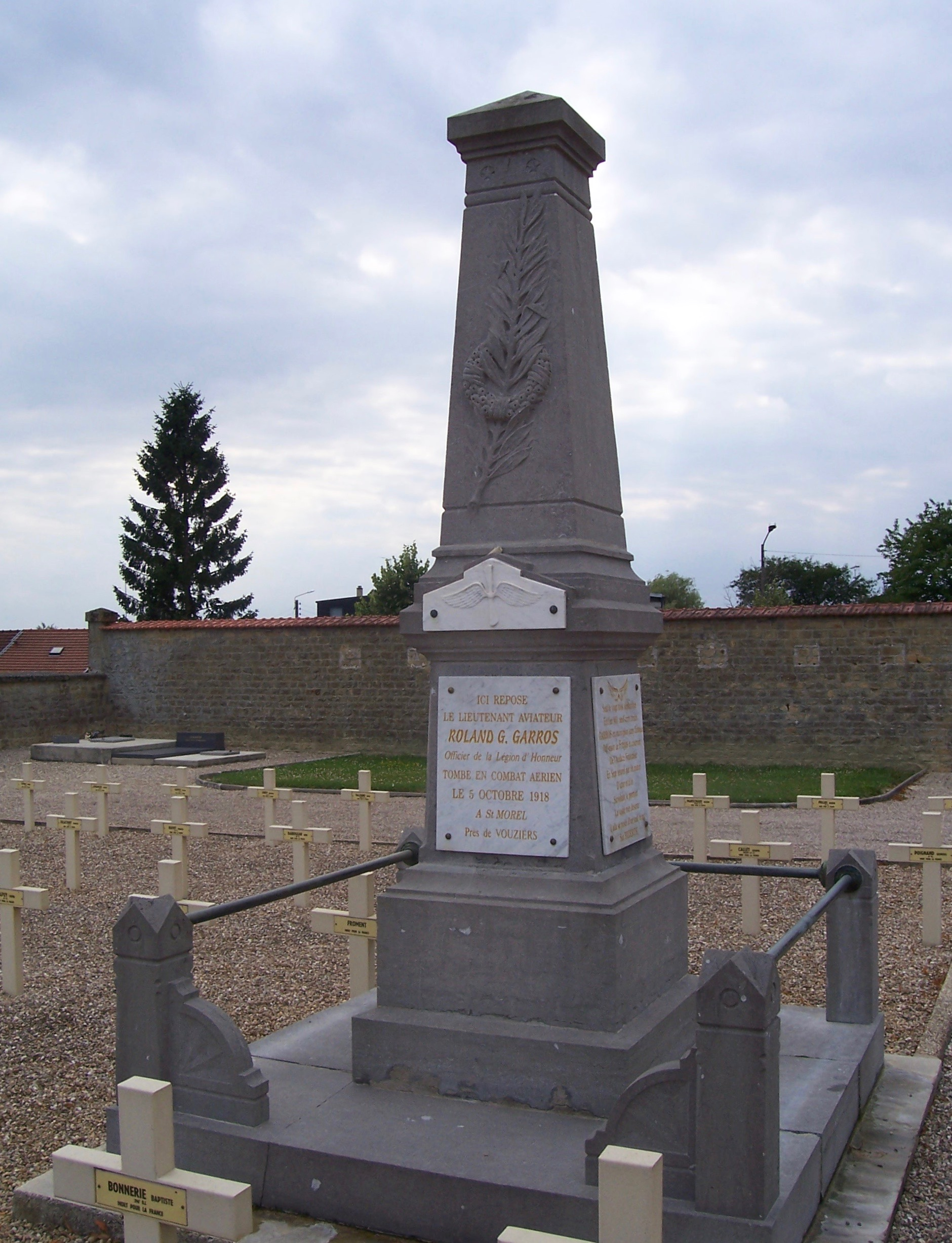
Могила Ролана Гарроса